# Pseudolotelus punctatissimus
Pseudolotelus punctatissimus is een keversoort uit de familie schijnsnoerhalskevers (Aderidae). De wetenschappelijke naam van de soort werd in 1885 gepubliceerd door Edmund Reitter.